# Zornhau
Der Begriff Zornhau ist ein Ausdruck aus der Fechtkunst des Mittelalters, bzw. der frühen Neuzeit. Er bezeichnet dabei eine Schlagtechnik (Fechthieb). Es gibt Hinweise darauf, dass er im deutschsprachigen Raum erstmals von Hans Sachs (1494–1576) in seinem Gedicht Von den Fechtern Verwendung fand. Zur damaligen Zeit wurden zweihändig geführte Waffen wie Langschwerter zum Fechten benutzt (siehe auch Hauptartikel Europäischer Schwertkampf).
Der Zornhau ist ein diagonaler Oberhau, der in einer Stichposition endet, die man „Hengen“ nennt. Der Zornhau ist eine Versatzung gegen einen gegnerischen Oberhau, der in einem tödlichen Konter endet.

## Der Zornhau
Der Zornhau mit dem Ort ist der erste der fünf „verborgenen Haue“ (Meisterhaue oder geheime Haue) der liechtenauischen Schule. Johannes Liechtenauer hat eine Fechtlehre kreiert, die auf der Basis von kryptischen Merkversen tradiert wurde und die vom vierzehnten bis sechzehnten Jahrhundert sehr prägend für das damalige Fechten war. Die fünf Meisterhaue stellen in dieser Lehre ein wichtiges Fundament dar, mit dem jede mögliche Hut (Grundstellung) so wie alle Angriffe gebrochen werden kann. Jeder Meisterhau enthält einen Angriff und eine Verteidigung.
Mit dem Zornhau kann man alle Oberhaue brechen, egal in welchem Winkel sie geschlagen werden. Der Zornhau wird in der Regel von Rechtshändern von der rechten Schulter geschlagen, das heißt, er beginnt im rechten „vom Tag“ (Hut) und endet in einem Stich, dem sogenannten Langort (Stich/Hut). Wenn der Angreifer also einen Oberhau schlägt, schlägt der Verteidiger zeitgleich mit ihm auch einen Oberhau von rechts und fällt damit auf sein Schwert, so dass er nicht treffen kann, und sticht ihn mit dem Ort zum Gesicht, Hals oder Brust, während er mit dem rechten Fuß auf den Angreifer zugeht.
Dabei wird der Hau getarnt als einfacher schräger Hau oder, wie es in den Fechtbüchern heißt, als grober Bauernschlag.
Der Zornhau verhindert im Gegensatz zu anderen Möglichkeiten der Verteidigung (z. B. das Absetzen), dass der Gegner sich aus der Aktion wieder befreien kann (z. B. das Abnehmen oder der Fehler); wenn der Zornhau richtig verwendet wird, gibt es für den Verteidiger nur noch zwei Auswege:
1. ein oberes Einwinden in einen Gegenstich, der dann mit einem „Mutieren“ gebrochen werden kann
2. ein sehr starkes seitliches Einwinden mit der Spitze nach oben, so dass das Schwert nicht mehr bedrohen kann, das dann mit dem „Duplieren“ gebrochen werden kann.

Somit trifft entweder der Stich aus dem Zornhau oder das „Mutieren“ oder das „Duplieren“, und das macht den Zornhau zu einer Sackgasse, die immer mit einem Treffer des Zornhauenden endet.
Wie der original liechtenauische Zornhau genau gehauen wurde, ist heute nicht mehr mit Sicherheit zu sagen, da auch die alten Fechthandschriften sich darin nicht einig sind.
Manche Fechtmeister zeigen einen Stich, der über Schulterhöhe fast waagrecht zum Kopf geht (z. B. Fechtbuch Goliath),
während andere den Stich aus dem Pflug (Hut) schräg von unten zum Kopf stechen (Fechtbücher Paulus Kal).